# En medio de la nada
En medio de la nada es una película mexicana del director Hugo Rodríguez filmada en 1992 y estrenada el 28 de octubre de 1994. El filme fue rodado en diversos parajes desérticos de San Luis Potosí.

## Sinopsis
El protagonista, Joaquín, es un antiguo líder sindical retirado que tiene una fonda llamada La Victoria a la orilla de una autopista. Vive una vida monótona y apacible junto con su esposa, Susana, y su hijo adolescente, hasta que un día llegan a la fonda tres personajes: un criminal herido, su amante, y su hermano, a quienes se les descompone el carro en el que viajaban. Los tres toman como rehenes a la familia de Joaquín, y esperan conseguir otro automóvil para poder huir de alguien que los persigue.

## Reparto
- Manuel Ojeda - Joaquín
- Blanca Guerra - Susana
- Guillermo García Cantú - Raúl
- Gabriela Roel - Claudia
- Juan Ibarra - Juan
- Emilio Cortés - Ernesto
- Alonso Echánove - Ramón
- Darío T. Pie - policía federal
- Ignacio Guadalupe - Alejandro
- Daniel Giménez Cacho - Miguel
- Jorge Russek - Esteban

## Recepción
La película tuvo buenas críticas en el Festival de Cine Latinoamericano, que se llevó a cabo en Londres en septiembre de 1994, pues el jurado de dicho encuentro dijo al respecto que es una película "muy bien filmada y con excelentes actuaciones". Dentro del país, el filme fue recibido con recato, pues se dijo al respecto de él que "En medio de la nada es una cinta de apenas una hora y media que puede considerarse como un magnífico inicio para alguien que desea ingresar a una apuesta cada vez más difícil, pero, aun así, con todas las bondades de un trabajo por demás interesante en el guion y en el manejo de actores, se intuye la necesidad de ir más a fondo, de arriesgar un poco más, de retrabajar algunas zonas".